# Selinopsis
Selinopsis, biljni rod iz porodice štitarki smješten u tribus Careae. Sastoji se od dvije vrste u zapadnom Sredozemlju
Rod je opisan u Flore analytique et synoptique de l'Algérie et de la Tunisie 139, 141. 1904[1905].

## Vrste
1. Selinopsis foetida Coss. & Durieu ex Batt.
2. Selinopsis montana Coss. & Durieu ex Batt.